# Rivière des Six Lacs
La rivière des Six-Lacs est un fleuve de l'île principale de l'archipel des Kerguelen dans les Terres australes et antarctiques françaises. Son bassin versant s'étend sur 63 km2 (surfaces englacées non comprises), ce qui en fait le principal fleuve de la côte ouest de l'île. Sa longueur peut être estimée à environ 19 km. 

## Localisation
La rivière des Six-lacs se situe dans l'ouest de la Grande Terre, l'île principale de l'archipel des Kerguelen, dans les Terres australes et antarctiques françaises. Elle traverse le plateau des Mille-Névés au nord-est de la calotte glaciaire Cook et atteint l'océan Indien à l'anse aux Glaçons au fond de la baie du Noroît. Le seul bassin versant d'importance limitrophe est celui des lacs Louise dont la rivière s'écoule parallèlement à elle, mais en sens opposé.

## Hydrographie

### Parcours
Ses sources se trouvent au sud-est du plateau des Mille-Névés sur l'arrête bordant le flanc nord-est de la calotte glaciaire Cook. Son parcours est ensuite marqué par quatre sections légèrement curvilignes qui se succèdent avec des angles de près de 90°, orientées successivement nord-50° puis nord-110°. La première section mesure 5 à 6 km et débute un peu au sud du col menant à la vallée des lacs Louise. Sur cette section, la rivière traverse un premier lac allongé sur 2,5 km et étroit : large de 200 à 30 m puis un deuxième lac. La seconde section, courte, mesure 1 km, orientée vers le sud-ouest, débute par ce second lac. La troisième section à nouveau orientée vers le sud-est mais plus tortueuse traverse un troisième et un quatrième lac sur un parcours de 5 km avant de pénétrer dans le quatrième lac, le lac de la Brèche où commence la quatrième section orientée vers le sud-ouest sur une longueur à nouveau de 5 à 6 km. Cette dernière section traverse le sixième lac : le lac du Val-Mort. Curieusement le débouché sur la mer ne se fait pas en franchissant la moraine de retenue du lac du Val-Mort mais par le Pas du Voleur, une gorge étroite et courte, traversant une barre rocheuse qui culmine de part et d'autre à 460 m et 352 m au mont de l'Alidade. L'issue de ce parcours estimé à 19 km est l'anse aux Glaçons,,.

### Lacs
Les lacs qui jalonnent le parcours de la rivière constituent plus de la moitié de son parcours.
| Situation et dimension des lacs | Situation et dimension des lacs | Situation et dimension des lacs | Situation et dimension des lacs | Situation et dimension des lacs | Situation et dimension des lacs | Situation et dimension des lacs |
| nom                             | rang du lac                     | altitude (m)                    | coordonnées                     | superficie (ha)                 | longueur (km)                   | largeur (m)                     |
| ------------------------------- | ------------------------------- | ------------------------------- | ------------------------------- | ------------------------------- | ------------------------------- | ------------------------------- |
| -                               | 1er                             | 400                             | 49° 11′ 47″ S, 68° 56′ 44″ E    | 21                              | 2,5                             | 30 à 300                        |
| -                               | 2e                              | 370                             | 49° 13′ 19″ S, 68° 54′ 00″ E    | 20                              | 1,0                             | 100 à 300                       |
| -                               | 3e                              | 340                             | 49° 14′ 13″ S, 68° 53′ 52″ E    | 15                              | 0,5                             | 400                             |
| -                               | 4e                              | 180                             | 49° 14′ 30″ S, 68° 52′ 20″ E    | 24                              | 1,0                             | 300                             |
| lac de la Brèche                | 5e                              | 100                             | 49° 15′ 35″ S, 68° 51′ 36″ E    | 70                              | 1,9                             | 600                             |
| lac du Val-Mort                 | 6e                              | 10                              | 49° 17′ 04″ S, 68° 52′ 16″ E    | 379                             | 3,4                             | 2 200                           |

## Toponymie
Elle est baptisée en 1966 par la commission de toponymie des Terres australes. Elle doit son nom au fait de traverser six lacs, seuls les deux derniers sont dénommés : le lac de la Brèche et le lac du Val-Mort.

### Note
1. 1 2 3  Les distances, superficies et coordonnées géographiques sont estimées avec les outils Mesures de Géoportail et d'OpenStreetMap.